# فرانكلين كوكس
فرانكلين كوكس (بالإنجليزية: Franklin Cox)‏ هو عازف تشيلو وملحن أمريكي، ولد في 1961.